# Albert Greene
Albert Greene (Estados Unidos, 29 de agosto de 1911-12 de marzo de 2001) es un clavadista o saltador de trampolín estadounidense especializado en trampolín de 3 metros, donde consiguió ser medallista de bronce olímpico en 1936.

## Carrera deportiva
En los Juegos Olímpicos de 1936 celebrados en Berlín (Alemania) ganó la medalla de bronce en los saltos desde el trampolín de 3 metros, con una puntuación de 146 puntos, tras sus compatriotas Richard Degener  y Marshall Wayne.